# Emile de Meester de Ravestein

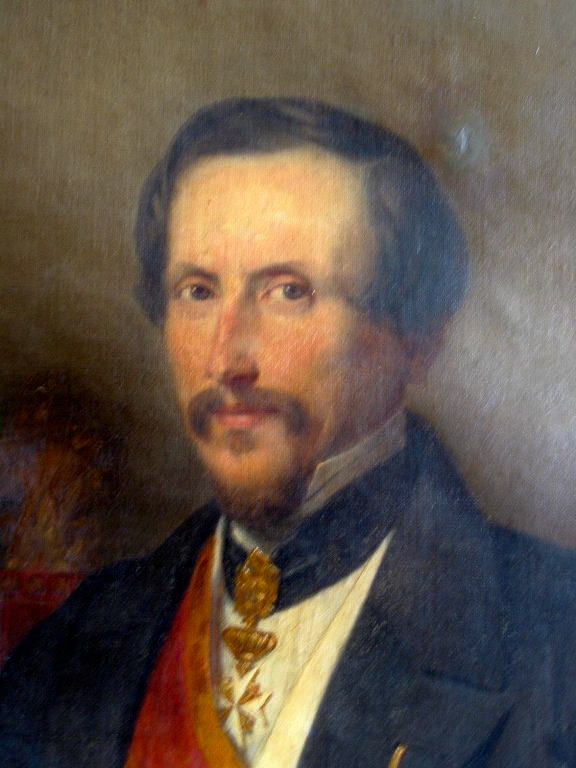

Émile Jean Josse Emmanuel Ghislain de Meester de Ravestein (* 24. Mai 1812 in Mechelen; † 20. April 1889 im Château de Ravestein in Hever, heute zu Boortmeerbeek gehörend) war ein belgischer Botschafter.

## Leben

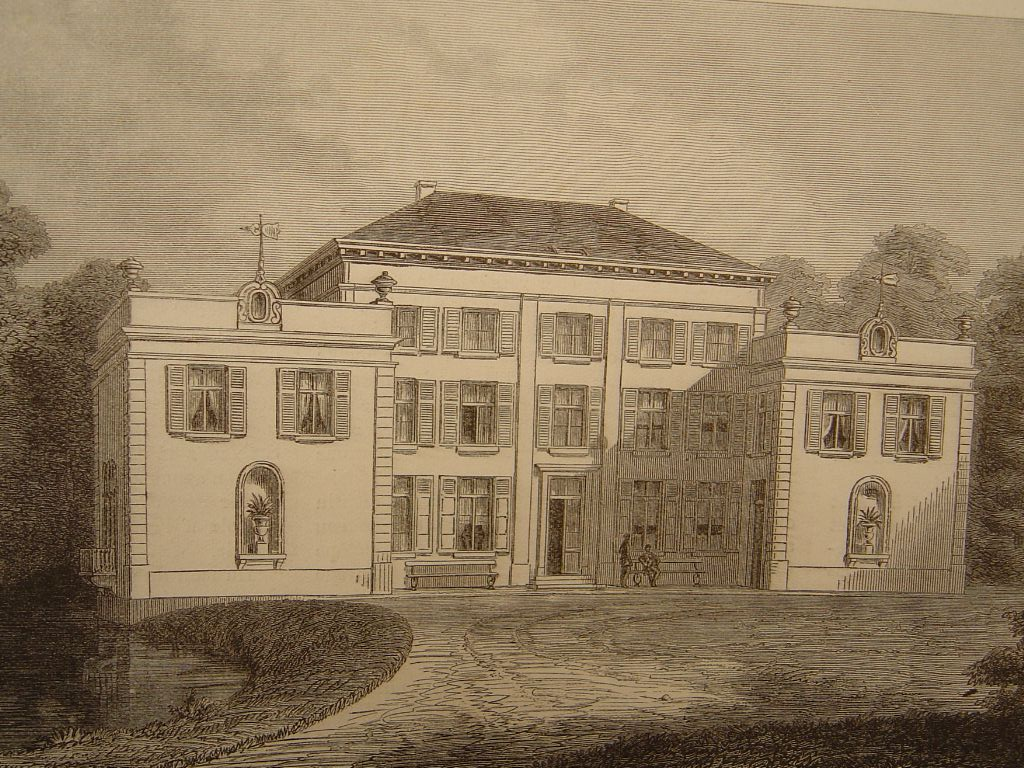
Blick auf das Château de M. de Meester de Ravestein

Emile de Meester wurde zum Doktor der Rechtswissenschaften promoviert, wurde Botschaftssekretär in Berlin und 1848 Botschaftssekretär erster Klasse in Rom. Von Oktober 1849 bis Januar 1850 war er Geschäftsträger und von Juni 1850 bis 1859 Gesandter beim Heiligen Stuhl. De Meester war auch Kunstsammler und hinterließ große Teile seiner Sammlung dem städtischen Museum in Mechelen sowie dem Königlichen Museum für Kunst und Geschichte in Brüssel.